# Sitra Ahra
Sitra Ahra (с арам. другая сторона) — студийный альбом шведской группы Therion, вышедший 17 сентября 2010 года. Диск является продолжением выпущенной в 2004 году дилогии Lemuria/Sirius B.

## Создание
Это первый альбом, выпущенный Therion после радикальной смены большей части состава. Автор всех композиций — Кристофер Йонссон.
Запись альбома продлилась с конца 2009 по начало 2010 года. Сведение проходило в стокгольмской студии Polar Studios под руководством Леннарта Эстлунда (швед. Lennart Östlund), известного по работам с такими музыкальными коллективами, как ABBA и Led Zeppelin.
Изначально для Sitra Ahra было записано 13 композиций, однако сколько и какие именно из них в конечном итоге будут представлены на релизе, не сообщалось. Окончательный трек-лист альбома был размещён на официальном сайте группы 23 июня 2010 года. Из перечня записанных композиций на релизе были представлены только одиннадцать. По словам лидера Therion Кристофера Йонссона, альбом является прямым продолжением дилогии 2004 года Lemuria/Sirius B.
На композиции «Sitra Ahra» и «Kali Yuga III» были сняты клипы.

## Оформление
Обложка альбома была опубликована 1 июля 2010 года на официальном сайте Therion. Художником, создавшим её, стал Томас Эверхард (англ. Thomas Ewerhard).

## Список композиций
| №                   | Название                                       | Длительность |
| ------------------- | ---------------------------------------------- | ------------ |
| 1.                  | «Introduction/Sitra Ahra»                      | 5:24         |
| 2.                  | «Kings of Edom»                                | 8:51         |
| 3.                  | «Unguentum Sabbati»                            | 5:10         |
| 4.                  | «Land of Canaan»                               | 10:32        |
| 5.                  | «Hellequin»                                    | 5:18         |
| 6.                  | «2012»                                         | 4:16         |
| 7.                  | «Cú Chulainn»                                  | 4:16         |
| 8.                  | «Kali Yuga III»                                | 3:41         |
| 9.                  | «The Shells Are Open»                          | 3:44         |
| 10.                 | «Din»                                          | 2:37         |
| 11.                 | «Children of the Stone: After the Inquisition» | 7:22         |
| Общая длительность: | Общая длительность:                            | 61:11        |

## Тематика песен
Все песни посвящены мифологии. На этом альбоме Therion избрали уклон в иудейскую мистику: каббала, библейские мифы. Однако встречаются и мифы других народов.
- Sitra Ahra означает «другая сторона» в каббале — тёмная, скрытая сторона мира.
- Kings of Edom: Идумея — древнеиудейское царство, упомянутое в Библии.
- Unguentum Sabbati — латинское название колдовской мази, с помощью которой ведьмы якобы могли летать.
- Land of Canaan — Ханаан — древнее царство, упомянутое в Библии, «Земля обетованная»
- Hellequin — старофранцузское произношение слова «Арлекин». Первоначально так называли не шута, а предводителя Дикой охоты.
- 2012 — песня посвящена календарю майя и связанном с ним мифе о конце света в 2012 году.
- Cú Chulainn — Кухулин — богатырь из кельтских мифов.
- Kali Yuga III — песня о Кали-юге, веке катастроф из индийской мифологии (продолжение дилогии Kali Yuga с альбома Sirius B)
- Песни The Shells Are Open и Din посвящены каббале.
- Children of the Stone: After the Inquisition посвящена верованиям средневековых гностиков и «ведьме» Марии фон Моссау, сожжёной на костре.

## Участники записи

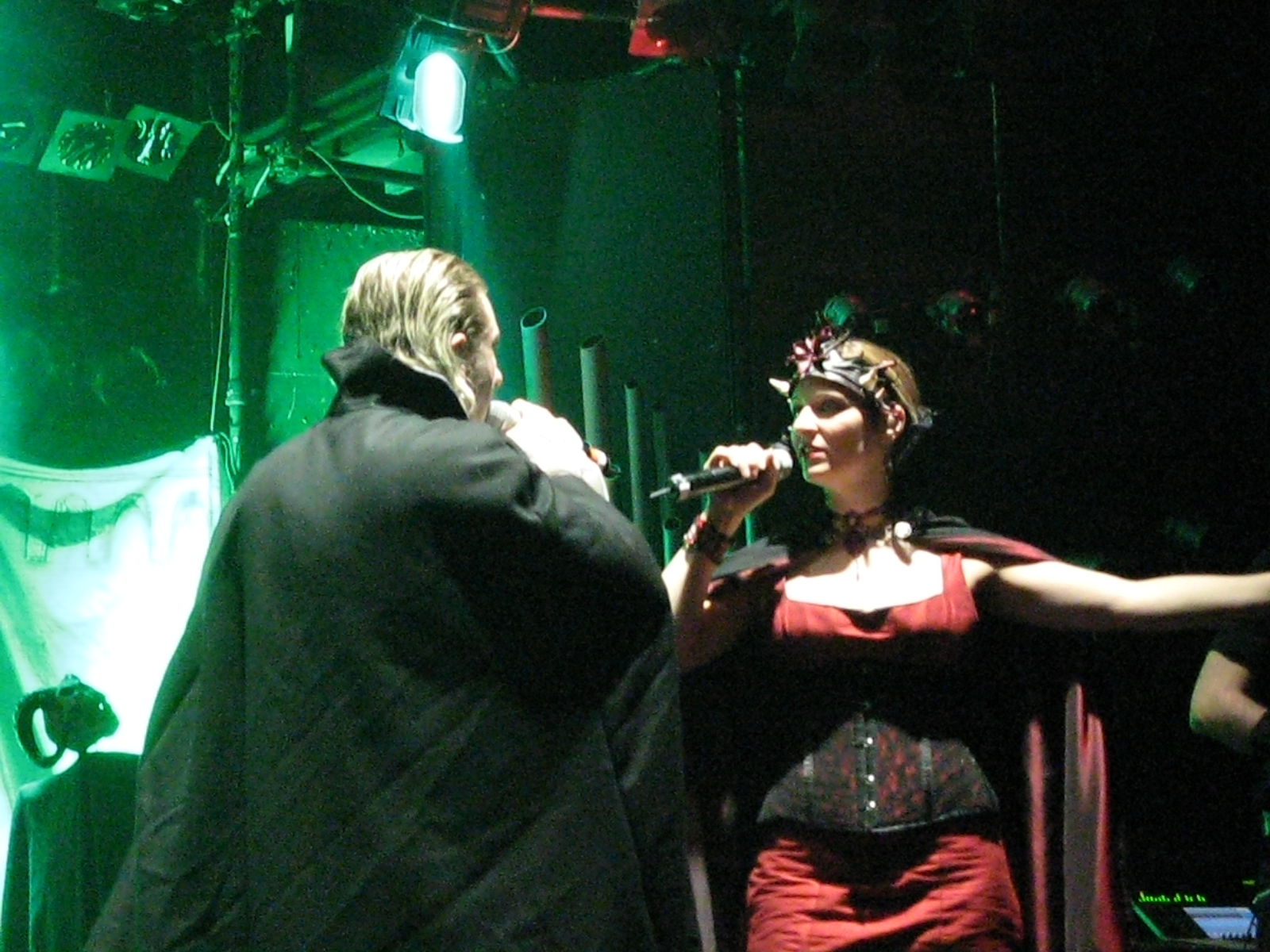
Томас Викстрём и Лори Льюис — основные вокалисты на этом альбоме

- Кристофер Йонссон — гитара, клавишные, поющие чаши, программирование, продюсирование
- Кристиан Видаль — гитара
- Налле Пальссон — бас-гитара
- Юхан Кольберг — ударные
- Томас Викстрём — вокал
- Сноуи Шоу — вокал
- Лори Льюис — вокал
- Линнея Викстрём — вокал
- Мика «Бельфегор» Хакола — вокал в песне «Din»

## Позиции в чартах
| Страна             | Высшая позиция | И.     |
| ------------------ | -------------- | ------ |
| Австрия            | 75             | [ 16 ] |
| Бельгия (Валлония) | 56             | [ 17 ] |
| Греция             | 44             | [ 18 ] |
| Мексика            | 97             | [ 19 ] |
| Нидерланды         | 95             | [ 20 ] |
| Франция            | 51             | [ 21 ] |